# Ивашково-2
Ивашково-2 — деревня в Кирилловском районе Вологодской области.
Входит в состав Коварзинского сельского поселения, с точки зрения административно-территориального деления — в Коварзинский сельсовет.
Расстояние по автодороге до районного центра Кириллова — 57 км, до центра муниципального образования Коварзино — 21 км. Ближайшие населённые пункты — Гора-2, Сигово, Козлово, Петряково.
По переписи 2002 года население — 2 человека.